# Коротыгинская
Коротыгинская — деревня в Вожегодском районе Вологодской области.
Входит в состав Явенгского сельского поселения (с 1 января 2006 года по 9 апреля 2009 года входила в Марьинское сельское поселение), с точки зрения административно-территориального деления — в Марьинский сельсовет.
Расстояние до районного центра Вожеги по автодороге — 31 км, до центра муниципального образования Базы по прямой — 22 км. Ближайшие населённые пункты — Бучеровская, Семёновская, Олеховская, Дорковская, Федяевская.
По переписи 2002 года население — 58 человек (30 мужчин, 28 женщин). Преобладающая национальность — русские (96 %).